# Norbert Elias

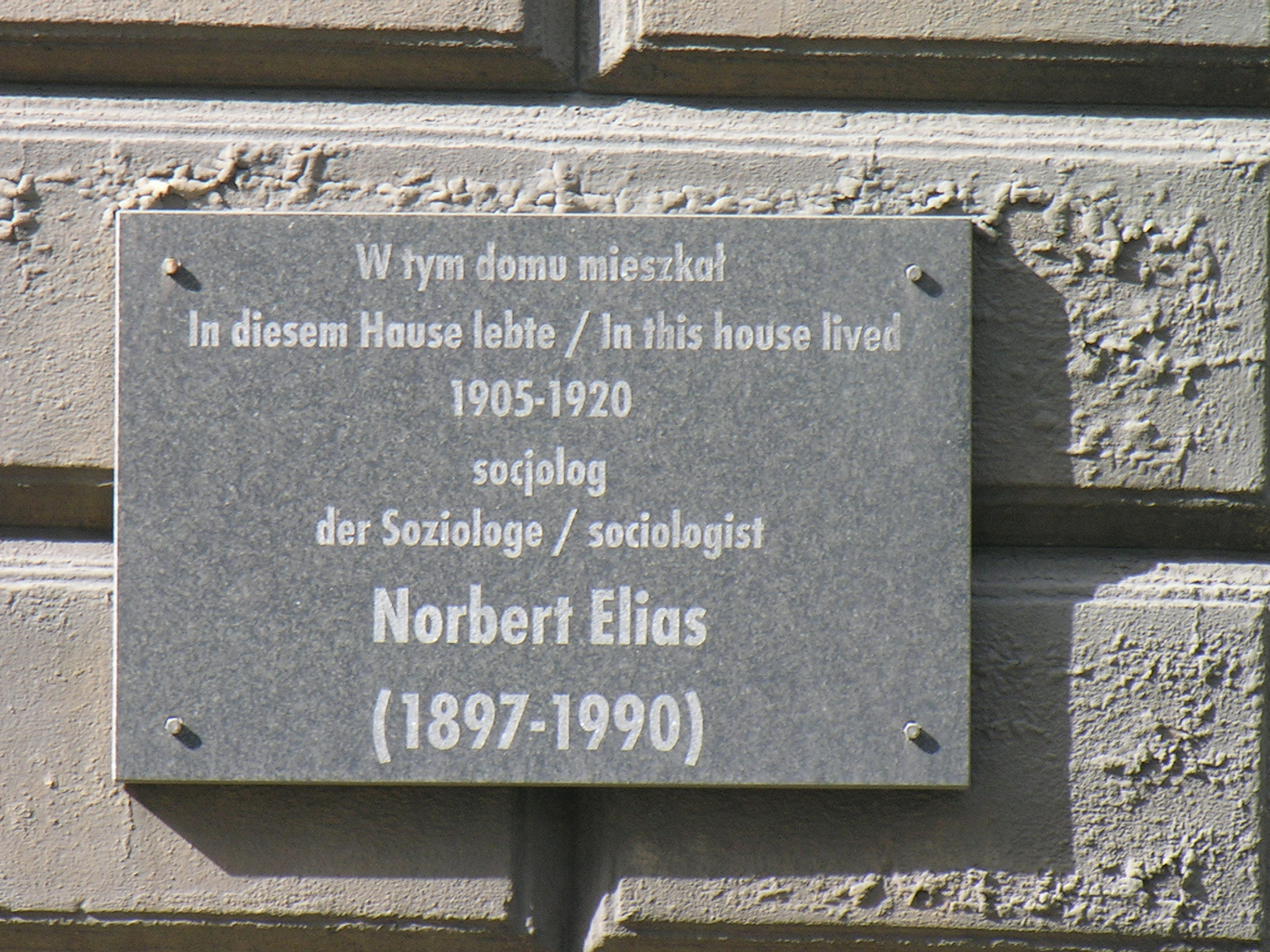
Emléktábla Wroclawban

Norbert Elias (Breslau, 1897. június 22. – Amszterdam, 1990. augusztus 1.) német szociológus. Azok közé tartozik, kik „áthidalták” a weimari időszak és a késő modern szociológia közti időszakot. Fő művei még a weimari időszak német szociológiájának jellegzetességeit mutatták, és egy hosszú lappangást követően csak a XX. század végén váltak ismertté.

## Életrajz
1897-ben született Breslauban jómódú zsidó polgári családban. A városi gimnáziumba járt, amely a zsidó kisebbség számára az államinál nyitottabb volt. 1915-ben érettségizett, és osztálytársai többségével együtt szinte azonnal önként jelentkezett katonai szolgálatra. Osztálytársai többsége elesett, ő – noha megjárta a keleti és a nyugati frontot is, a Somme-nál vívott csatát – életben maradt. 1919-ben szerelték le. Apja kívánságának megfelelően előbb orvostudományt tanult a breslaui egyetemen, de ezt hamar abbahagyta, a filozófia érdekelte, és ebből doktorált 1924-ben. 1924 végén Heidelbergbe költözött, mert a szociológia felkeltette az érdeklődését.
Részt vett Alfred Weber és Mannheim szemináriumain. Megfordult Max Weber özvegye, Marianne Weber összejövetelein. 1929-ben, amikor Mannheim kinevezést kapott Frankfurtba, asszisztensként vele ment, mert ígéretet kapott arra, hogy ott viszonylag hamar módja lesz habilitálni, ami megnyitotta volna előtte a hőn áhított egyetemi professzori karrier lehetőségét. Elias feladata itt is az volt, hogy közvetítsen Mannheim és a hallgató között, foglalkozzon a doktoranduszokkal, és újra és újra biztosítsa Mannheimet arról, hogy az előadásában nem követett el nyelvtani hibát. A habilitációs írás (Der höfische Mensch) is elkészült, csakhogy közben a nácizmus is hatalomra került. Elias 1933 februárjában a Marxburg, azaz a szociológiai tanszéknek és az Institut für Sozialforschungnak otthon adó épületben dolgozók közül utolsónak hagyta el Frankfurtot, de előbb még eltüntette a munkatársakat veszélyeztető iratokat és listákat. (Ő maga alapjában apolitikus volt, így például a weimari időszakban egyszer sem szavazott.)
Elias úgy emigrált, hogy szociológiai munkássága egy-két kongresszusi felszólalásra, cikkre és egy kéziratban maradt hosszú tanulmányra korlátozódott. Előbb Párizsban próbálkozott azzal, hogy valamilyen szociológusi munkát találjon, e szándék reménytelenségének belátása után, 1934-ben Angliában próbált elhelyezkedni. Ez sem sikerült. Kisebb alapítványi kutatási támogatásokból, alkalmi munkákból élt, és közben megírta a fő művének tekinthető A civilizáció folyamata című, kétkötetes könyvet. 1939-ben ezt sikerült Baselben megjelentetnie (miután magánkiadásban az első kötetet még Németországban 1937-ben ki tudta néhány példányban nyomtatni), de a könyvre néhány rokonszenvező kritika ellenére az értelmiségi és szakmai közvélemény nem figyelt fel. Eliast 1940-ben Angliában mint német állampolgárt még internálták is, majd a brit felnőttoktatásban való tanítással kereste kenyerét.
1954-ben végre állást kapott az új leicesteri egyetemen, ahol ugyan az akkor kialakuló brit szociológia egy egész generációját oktatta, de diákjai benne az idejétmúlt kvalitatív és spekulatív szociológia némileg nevetséges képviselőjét látták. Németországban is ismeretlen maradt egészen 1969-ig, amikor fő műve második, ill. habilitációs munkájának átdolgozott és új címmel ellátott első kiadása megjelent. Az 1970-es és 1980-as években Elias a nemzetközi szociológia sztárja volt, minden elismerést megkapott. Felváltva élt Németországban és Hollandiában (munkásságának itt volt a legnagyobb visszhangja). 1990-ben halt meg.

## Munkássága
Elias munkássága összeköti a klasszikus német szociológiát és a XX. század végének ’posztmodern’ szociológiáját úgy, hogy lényegében érintetlen maradt az 1945 után berendezkedő modern szociológiától. Mint 1969-ben írta, vizsgálódásai még akkor is „úttörő jellegűnek” számítottak (CF 33.). Noha munkáiban ritkán utal közvetlenül Max Weberre, azok mégis leginkább a Weber által elképzelt és művelt kultúrtudományhoz hasonlóak. Eliast ugyanaz érdekelte, mint Max Webert: a modern társadalom, a modern viselkedés és társas kapcsolatok kialakulása és természete.
A civilizáció folyamata, Elias fő műve egyszerre történeti elemzés és elméleti vitairat. A témának választott civilizációról írta, hogy „e fogalomban a Nyugat öntudata fejeződik ki.” (CF 101.) Ezt kijelentve (és a következő fejtegetésekben) a német gondolkodás meghatározó áramlataival fordult szembe. Elias először, még az 1920-as évek elején, egy szemináriumi dolgozatában Thomas Mann nevezetes, konzervatív nacionalista szellemű és a negatív értéktartalmú „civilizáció” szót a pozitív és német „kultúrával” szembeállító pamfletjét bírálta. Közvetlenebb célpontot jelentett Elias első mentorának, a Thomas Manntól eltérően nem konzervatív, hanem liberális Alfred Weber szociológiája, melynek gerincét ugyancsak a kultúra és civilizáció szembeállítása alkotta.

## Fő művei (1945-ig)
- Die höfische Gesellschaft (1969), Frankfurt a. M.: Suhrkamp, 1983 (HG)
- A civilizáció folyamata. Szociogenetikus és pszichogenetikus vizsgálódások (1937-1939) (fordította: Berényi Gábor), Budapest: Gondolat, 1987 (CF)

## Magyarul
- A civilizáció folyamata. Szociogenetikus és pszichogenetikus vizsgálódások; ford. Berényi Gábor, versford. Bárdos László et al.; Gondolat, Bp., 1987 (Társadalomtudományi könyvtár)
- A szociológia lényege; ford. Berényi Gábor; Napvilág, Bp., 1999
- Mozart. Egy zseni szociológiája; ford., utószó Győri László; Európa, Bp., 2000 (Mérleg)
- A haldoklók magányossága; ford. Glavina Zsuzsa, előszó Polcz Alaine; Helikon, Bp., 2000 (Helikon huszonegy)
- A németekről. Hatalmi harcok és a habitus fejlődése a tizenkilencedik-huszadik században; ford. Győri László; Helikon, Bp., 2002 (Helikon universitas. Történelemtudomány)
- A civilizáció folyamata; ford. Berényi Gábor, versford. Bárdos László et al.; 2. jav. kiad.; Gondolat, Bp., 2004 (Társadalomtudományi könyvtár)
- Az udvari társadalom. A királyság és az udvari arisztokrácia szociológiai jellemzőinek vizsgálata; ford. Gellériné Lázár Márta, Harmathy Veronika, Németh Zsuzsa; Napvilág, Bp., 2005 (Társtudomány)